# Fußball-Club 08 Homburg/Saar 1975-1976
Questa voce raccoglie le informazioni riguardanti il Fußball-Club 08 Homburg/Saar nelle competizioni ufficiali della stagione 1975-1976.

## Stagione
Nella stagione 1975-1976 l'Homburg, allenato da Uwe Klimaschefski, concluse il campionato di 2. Bundesliga al 3º posto. In Coppa di Germania l'Homburg fu eliminato ai quarti di finale dall'Amburgo.

## Rosa
| N. |                     | Ruolo | Calciatore             |
| -- | ------------------- | ----- | ---------------------- |
|    | Serbia (bandiera)   | P     | Bratislav Đorđević     |
|    | Germania (bandiera) | P     | Gregor Quasten         |
|    | Germania (bandiera) | D     | Heinz-Peter Buchberger |
|    | Germania (bandiera) | D     | Horst Ehrmantraut      |
|    | Germania (bandiera) | D     | Gerhard Figlus         |
|    | Germania (bandiera) | D     | Rainer Koch            |
|    | Germania (bandiera) | D     | Udo Leunissen          |
|    | Germania (bandiera) | D     | Albert Müller          |
|    | Germania (bandiera) | D     | Günther Reinders       |
|    | Germania (bandiera) | C     | Harald Diener          |
|    | Germania (bandiera) | C     | Harry Gehlen           |

| N. |                      | Ruolo | Calciatore        |
| -- | -------------------- | ----- | ----------------- |
|    | Germania (bandiera)  | C     | Heinz Koch        |
|    | Germania (bandiera)  | C     | Gerd Müller       |
|    | Italia (bandiera)    | C     | Giovanni Nicastro |
|    | Germania (bandiera)  | C     | Bernhard Oberle   |
|    | Germania (bandiera)  | C     | Gerhard Pankotsch |
|    | Danimarca (bandiera) | C     | Jesper Petersen   |
|    | Germania (bandiera)  | C     | Thomas Schindler  |
|    | Germania (bandiera)  | A     | Bernd Detterer    |
|    | Germania (bandiera)  | A     | Manfred Lenz      |
|    | Germania (bandiera)  | A     | Peter Spuhler     |

## Organigramma societario
Area tecnica
- Allenatore: Uwe Klimaschefski
- Allenatore in seconda:
- Preparatore dei portieri:
- Preparatori atletici:

## Calciomercato

### Sessione estiva
| Acquisti | Acquisti          | Acquisti            | Acquisti |
| R.       | Nome              | da                  | Modalità |
| -------- | ----------------- | ------------------- | -------- |
| A        | Bernd Detterer    | VfR Mannheim        |          |
| D        | Gerhard Figlus    | Wormatia Worms      |          |
| C        | Giovanni Nicastro | Wormatia Worms      |          |
| P        | Gregor Quasten    | Borussia M'gladbach |          |

| Cessioni | Cessioni      | Cessioni        | Cessioni |
| R.       | Nome          | a               | Modalità |
| -------- | ------------- | --------------- | -------- |
| D        | Heinz Meiners | Bocholt         |          |
| C        | Günter Kirch  | FSV Francoforte |          |
| A        | Otmar Ludwig  | Fortuna Colonia |          |
| D        | Walter Müller | Fortuna Colonia |          |
| C        | Horst Renger  | Wormatia Worms  |          |

### Sessione invernale
| Acquisti | Acquisti | Acquisti | Acquisti |
| R.       | Nome     | da       | Modalità |
| -------- | -------- | -------- | -------- |

| Cessioni | Cessioni | Cessioni | Cessioni |
| R.       | Nome     | a        | Modalità |
| -------- | -------- | -------- | -------- |

## Risultati

### 2. Bundesliga

#### Girone di andata
| Arbitro: | Föckler |

|          |           |           |
| Lenz 10’ | Marcatori | 25’ Sterz |

| Arbitro: | Blum |

|  |           |                            |
|  | Marcatori | 3’, 25’ Lenz 70’ Pankotsch |

| Arbitro: | Röder |

|                               |           |                     |
| Pankotsch 39’ Ehrmantraut 77’ | Marcatori | 9’ Schroff 62’ Roth |

| Arbitro: | Kuhn |

|                         |           |          |
| Martin 87’ Granitza 89’ | Marcatori | 39’ Lenz |

| Arbitro: | Clajus |

|                                               |           |                    |
| Werner 39’ Dürrschmidt 56’ (rig.) Feulner 77’ | Marcatori | 9’ Lenz 55’ Diener |

| Arbitro: | Niebergall |

|                          |           |                |
| Diener 48’ Leunissen 90’ | Marcatori | 78’, 80’ Adler |

| Arbitro: | Fleischer |

|  |           |               |
|  | Marcatori | 40’, 75’ Lenz |

| Arbitro: | Nickel |

|            |           |  |
| Diener 55’ | Marcatori |  |

| Arbitro: | Ermer |

|  |           |                     |
|  | Marcatori | 18’ Lenz 56’ Diener |

| Arbitro: | Schumann |

|                                      |           |  |
| Lenz 12’ Pankotsch 68’, 74’ Koch 69’ | Marcatori |  |

| Arbitro: | Eichhorn |

|                  |           |                               |
| Walitza 17’, 28’ | Marcatori | 40’ (rig.), 78’ (rig.) Diener |

| Arbitro: | Dellwing |

|            |           |  |
| Diener 12’ | Marcatori |  |

| Arbitro: | Binninger |

|                          |           |  |
| Schmidt 9’ Denz 19’, 87’ | Marcatori |  |

| Arbitro: | Huster |

|                          |           |                          |
| Lenz 44’ Oberle 75’, 84’ | Marcatori | 65’ Weinkauff 82’ Gentes |

| Arbitro: | Steigele |

|                              |           |                          |
| Laube 75’ (rig.), 77’ (rig.) | Marcatori | 47’ Pankotsch 61’ Diener |

| Arbitro: | Föckler |

|                               |           |           |
| Lenz 71’ (rig.) Pankotsch 81’ | Marcatori | 31’ Bordt |

| Arbitro: | Scheffner |

|                         |           |                     |
| Keller 6’ Haunstein 33’ | Marcatori | 50’ Lenz 52’ Diener |

| Arbitro: | Dreher |

|            |           |  |
| Oberle 29’ | Marcatori |  |

| Arbitro: | Schmoock |

|                 |           |                        |
| Köstler 9’, 54’ | Marcatori | 16’ Leunissen 51’ Lenz |

#### Girone di ritorno
| Bayreuth 17 gennaio 1976 20ª giornata | Bayreuth | 0 – 0 referto | Homburg | Hans-Walter-Wild Stadion (5 000 spett.)\| Arbitro: \| Ulm \| |
| Arbitro:                              | Ulm      |               |         |                                                              |

| Arbitro: | Wilhelmi |

|                                     |           |              |
| Figlus 54’ Pankotsch 78’ Diener 88’ | Marcatori | 44’ Bergmann |

| Arbitro: | Klauser |

|  |           |          |
|  | Marcatori | 82’ Lenz |

| Arbitro: | Walz |

|                  |           |           |
| Petersen 1’, 72’ | Marcatori | 57’ Spohr |

| Arbitro: | Niebergall |

|                                  |           |  |
| Diener 24’ Nicastro 46’ Lenz 67’ | Marcatori |  |

| Arbitro: | Hofmeister |

|            |           |            |
| Sebert 52’ | Marcatori | 83’ Figlus |

| Arbitro: | Nickel |

|                            |           |                          |
| Diener 81’ (rig.) Lenz 89’ | Marcatori | 45’ Metz 57’, 77’ Wagner |

| Arbitro: | Stegner |

|              |           |                              |
| Emmerich 61’ | Marcatori | 18’ Koch 45’ Lenz 64’ Diener |

| Arbitro: | Stumpf |

|                                |           |  |
| Detterer 35’ Diener 49’ (rig.) | Marcatori |  |

| Bad Kreuznach 6 aprile 1976 29ª giornata | Eintracht Bad Kreuznach | 0 – 0 referto | Homburg | Friedrich-Moebus-Stadion (1 200 spett.)\| Arbitro: \| Huster \| |
| Arbitro:                                 | Huster                  |               |         |                                                                 |

| Arbitro: | Wohlfarth |

|          |           |  |
| Koch 25’ | Marcatori |  |

| Arbitro: | Walther |

|  |           |                       |
|  | Marcatori | 37’ Petersen 87’ Lenz |

| Arbitro: | Schröder |

|          |           |           |
| Lenz 47’ | Marcatori | 4’ Cremer |

| Arbitro: | Linn |

|                            |           |                             |
| Seiler 9’, 14’ (rig.), 88’ | Marcatori | 45’ Buchberger 63’ Detterer |

| Arbitro: | Kalenborn |

|                                     |           |                          |
| Müller 3’ Ehrmantraut 8’ Diener 41’ | Marcatori | 5’, 55’ Hodel 62’ Mathes |

| Arbitro: | Riegg |

|           |           |  |
| Klein 84’ | Marcatori |  |

| Arbitro: | Haselberger |

|                                     |           |  |
| Diener 3’ (rig.), 33’ Leunissen 20’ | Marcatori |  |

| Arbitro: | Steigele |

|               |           |               |
| Vöhringer 30’ | Marcatori | 90’ Leunissen |

| Arbitro: | Nützel |

|                                                                    |           |                 |
| Koch 3’ Diener 19’ Petersen 22’, 48’, 73’ Müller 43’ Pankotsch 71’ | Marcatori | 71’ Hohenwarter |

### Coppa di Germania
| Arbitro: | Kettenbach |

|                                                  |           |  |
| Spuhler 28’ Pankotsch 48’ Lenz 52’ Leunissen 63’ | Marcatori |  |

| Arbitro: | Waltert |

|            |           |                            |
| Anders 75’ | Marcatori | 42’ Leunissen 74’ Detterer |

| Arbitro: | Röder |

|               |           |  |
| Pankotsch 69’ | Marcatori |  |

| Arbitro: | Schröder |

|                                     |           |  |
| Petersen 2’ Diener 28’ Detterer 51’ | Marcatori |  |

| Arbitro: | Aldinger |

|            |           |                         |
| Diener 32’ | Marcatori | 21’ Memering 30’ Zaczyk |

## Statistiche

### Statistiche di squadra
| Competizione      | Punti | In casa | In casa | In casa | In casa | In casa | In casa | In trasferta | In trasferta | In trasferta | In trasferta | In trasferta | In trasferta | Totale | Totale | Totale | Totale | Totale | Totale | DR  |
| Competizione      | Punti | G       | V       | N       | P       | Gf      | Gs      | G            | V            | N            | P            | Gf           | Gs           | G      | V      | N      | P      | Gf     | Gs     | DR  |
| ----------------- | ----- | ------- | ------- | ------- | ------- | ------- | ------- | ------------ | ------------ | ------------ | ------------ | ------------ | ------------ | ------ | ------ | ------ | ------ | ------ | ------ | --- |
| 2. Bundesliga     | 51    | 19      | 13      | 5       | 1       | 44      | 18      | 19           | 6            | 8            | 5            | 28           | 23           | 38     | 19     | 13     | 6      | 72     | 41     | +31 |
| Coppa di Germania | -     | 4       | 3       | 0       | 1       | 9       | 2       | 1            | 1            | 0            | 0            | 2            | 1            | 5      | 4      | 0      | 1      | 11     | 3      | +8  |
| Totale            | 51    | 23      | 16      | 5       | 2       | 53      | 20      | 20           | 7            | 8            | 5            | 30           | 24           | 43     | 23     | 13     | 7      | 83     | 44     | +39 |

### Andamento in campionato
| Giornata  | 1  | 2 | 3 | 4  | 5  | 6  | 7 | 8 | 9 | 10 | 11 | 12 | 13 | 14 | 15 | 16 | 17 | 18 | 19 | 20 | 21 | 22 | 23 | 24 | 25 | 26 | 27 | 28 | 29 | 30 | 31 | 32 | 33 | 34 | 35 | 36 | 37 | 38 |
| --------- | -- | - | - | -- | -- | -- | - | - | - | -- | -- | -- | -- | -- | -- | -- | -- | -- | -- | -- | -- | -- | -- | -- | -- | -- | -- | -- | -- | -- | -- | -- | -- | -- | -- | -- | -- | -- |
| Luogo     | C  | T | C | T  | T  | C  | T | C | T | C  | T  | C  | T  | C  | T  | C  | T  | C  | T  | T  | C  | T  | C  | C  | T  | C  | T  | C  | T  | C  | T  | C  | T  | C  | T  | C  | T  | C  |
| Risultato | N  | V | N | P  | P  | N  | V | V | V | V  | N  | V  | P  | V  | N  | V  | N  | V  | N  | N  | V  | V  | V  | V  | N  | P  | V  | V  | N  | V  | V  | N  | P  | N  | P  | V  | N  | V  |
| Posizione | 10 | 6 | 6 | 11 | 12 | 14 | 8 | 7 | 6 | 4  | 4  | 3  | 5  | 5  | 5  | 5  | 5  | 3  | 4  | 4  | 4  | 4  | 3  | 3  | 3  | 4  | 4  | 4  | 4  | 4  | 3  | 2  | 4  | 3  | 3  | 3  | 3  | 3  |

Legenda:

Luogo: C = Casa; T = Trasferta. Risultato: V = Vittoria; N = Pareggio; P = Sconfitta.

### Statistiche dei giocatori
| Giocatore      | 2. Bundesliga | 2. Bundesliga | 2. Bundesliga | 2. Bundesliga | Coppa di Germania | Coppa di Germania | Coppa di Germania | Coppa di Germania | Totale   | Totale | Totale      | Totale     |
| Giocatore      | Presenze      | Reti          | Ammonizioni   | Espulsioni    | Presenze          | Reti              | Ammonizioni       | Espulsioni        | Presenze | Reti   | Ammonizioni | Espulsioni |
| -------------- | ------------- | ------------- | ------------- | ------------- | ----------------- | ----------------- | ----------------- | ----------------- | -------- | ------ | ----------- | ---------- |
| H. Buchberger  | 12            | 1             | 0             | 0             | 1                 | 0                 | 0                 | 0                 | 13       | 1      | 0           | 0          |
| B. Detterer    | 37            | 2             | 5             | 0             | 5                 | 2                 | 1                 | 0                 | 42       | 4      | 6           | 0          |
| H. Diener      | 38            | 18            | 5             | 0             | 5                 | 2                 | 0                 | 0                 | 43       | 20     | 5           | 0          |
| H. Ehrmantraut | 32            | 2             | 0             | 1             | 4                 | 0                 | 0                 | 0                 | 36       | 2      | 0           | 1          |
| G. Figlus      | 35            | 2             | 2             | 1             | 5                 | 0                 | 0                 | 0                 | 40       | 2      | 2           | 1          |
| H. Gehlen      | 1             | 0             | 0             | 0             | 0                 | 0                 | 0                 | 0                 | 1        | 0      | 0           | 0          |
| H. Koch        | 34            | 3             | 0             | 0             | 4                 | 0                 | 0                 | 0                 | 38       | 3      | 0           | 0          |
| R. Koch        | 24            | 1             | 1             | 0             | 2                 | 0                 | 0                 | 0                 | 26       | 1      | 1           | 0          |
| M. Lenz        | 37            | 19            | 3             | 0             | 5                 | 1                 | 0                 | 0                 | 42       | 20     | 3           | 0          |
| U. Leunissen   | 33            | 4             | 2             | 0             | 3                 | 2                 | 0                 | 0                 | 36       | 6      | 2           | 0          |
| A. Müller      | 37            | 2             | 5             | 0             | 5                 | 0                 | 1                 | 0                 | 42       | 2      | 6           | 0          |
| G. Müller      | 19            | 0             | 0             | 0             | 4                 | 0                 | 0                 | 0                 | 23       | 0      | 0           | 0          |
| G. Nicastro    | 29            | 1             | 3             | 0             | 4                 | 0                 | 1                 | 0                 | 33       | 1      | 4           | 0          |
| B. Oberle      | 17            | 3             | 0             | 0             | 2                 | 0                 | 0                 | 0                 | 19       | 3      | 0           | 0          |
| G. Pankotsch   | 26            | 8             | 3             | 0             | 4                 | 2                 | 0                 | 0                 | 30       | 10     | 3           | 0          |
| J. Petersen    | 17            | 6             | 2             | 0             | 2                 | 1                 | 0                 | 0                 | 19       | 7      | 2           | 0          |
| G. Quasten     | 38            | 0             | 3             | 0             | 5                 | 0                 | 0                 | 0                 | 43       | 0      | 3           | 0          |
| G. Reinders    | 1             | 0             | 0             | 0             | 0                 | 0                 | 0                 | 0                 | 1        | 0      | 0           | 0          |
| T. Schindler   | 1             | 0             | 0             | 0             | 0                 | 0                 | 0                 | 0                 | 1        | 0      | 0           | 0          |
| P. Spuhler     | 6             | 0             | 1             | 0             | 1                 | 1                 | 0                 | 0                 | 7        | 1      | 1           | 0          |
| B. Đorđević    | 0             | 0             | 0             | 0             | 0                 | 0                 | 0                 | 0                 | 0        | 0      | 0           | 0          |